# 捍衛聖域
捍衛聖域（日语：ホーリーランド）是日本漫畫家森恒二的格鬥漫畫作品。從2000年開始於白泉社所發行的漫畫雜誌《Young Animal》2000年第20號至2008年第11號期間進行連載，單行本全18冊。
漫畫曾分別於2005年和2012年被日本和韓國電視台改編成電視劇。。

## 劇情簡介
主角神代優因為性格內向，初中時不僅未能結識任何朋友，還慘遭同學欺凌，令他一度逃學及有輕生的意向。後來他無意間在書局內買了一部有關拳擊的書籍，自此每天都一個人在家裡研習拳擊。升上高中後，神代優開始在晚上的街頭中遊蕩。雖然偶爾會被流氓地痞欺負，但因其常常研習拳擊，令他可回擊那些欺負他的流氓地痞，并把他們打至頭破血流，亦因此獲得了「不良少年殺手」的稱號。
神代優之所以會攻擊那些惡霸，只是純粹希望自己能夠繼續自由行走在街頭之中。因為他覺得只有在街頭，他才能覓得存在意義和真正的朋友。街頭，就是他的「聖域」，他會用盡一切方法「捍衛」它。

## 登場人物

### 晃陽高校
神代優（かみしろ ユウ）
本作的主角。從國中時期就一直受到霸凌而一度拒絕上學，更曾嘗試自殺。後來偶爾獲得一本關於拳擊的書，就在房間中不斷練習拳擊。最後在下北澤夜晚的街頭中閒逛，尋找屬於自己的位置，雖然會被街邊的小混混糾纏，但每次都會把他們擊退，所以獲得「不良少年殺手」的稱號。
沒有受過正規武術訓練，所有技術都是自行練習或觀察對手，取長補短。
金田真一（かねだ シンイチ）
暱稱阿真，表裡一體的好人，和誰也可以相處得很好，優為數不多的朋友之一。
伊澤舞（いざわ マイ）
伊澤雅樹的妹妹，優的同班同學，因為感覺優與雅樹有相似之處而上前與他搭話。隨著故事的發展，漸漸喜歡上了優，幫助優解開了自己的自卑心結並開始與他交往。在藥王的事件中被綁架，所幸被阿真和章吾所救。故事的最後在車站附近等待著和小優見面。

### 伊澤雅樹和周邊人物
伊澤雅樹（いざわ マサキ）
伊澤舞的哥哥，被稱為「街頭霸王」，初中時學過空手道，高中時加入拳擊社。第一次在街上被學長襲擊時，過於害怕而未能反擊，導致自尊心受損，並退出拳擊社。之後因為自我厭惡而在街頭上遊蕩，希望透過街頭格鬥取回失去的尊嚴。

### 代澤高校
綠川章吾（みどりかわ ショウゴ）
熟練空手道的高手，體型矮小，個性桀傲不遜。和小優對決後，與他和阿真成了好朋友。不過一分勝負的決心使得他後來受到壞人的利用，甚至染上的毒癮。在最後藥王的事件中及時醒悟，但為了救小優把對手打傷而被關進少年監獄。
岩戶
熟練柔道的高手，體格魁武，是小優闖出「不良少年殺手」稱號之後第一個正式對決的對手。敗在小優手下，事後本人不承認，但卻漸漸和小優成了同一陣線（雖然小優還是很怕他）。在小優的「型」走調的時候曾給予忠告。

## 出版書籍
| 冊數 | 白泉社         | 白泉社                 | 尖端出版社     | 尖端出版社           |
| 冊數 | 發售日期       | ISBN                   | 發售日期       | EAN                  |
| ---- | -------------- | ---------------------- | -------------- | -------------------- |
| 1    | 2001年6月29日  | ISBN 978-4-592-13741-2 | 2004年3月2日   | EAN 471-0614-36535-1 |
| 2    | 2001年11月29日 | ISBN 978-4-592-13742-9 | 2004年3月24日  | EAN 471-0614-36536-8 |
| 3    | 2002年4月26日  | ISBN 978-4-592-13743-6 | 2004年4月20日  | EAN 471-0614-36537-5 |
| 4    | 2002年9月27日  | ISBN 978-4-592-13744-3 | 2004年5月20日  | EAN 471-0614-36538-2 |
| 5    | 2003年3月28日  | ISBN 978-4-592-13745-0 | 2004年6月9日   | EAN 471-0614-36539-9 |
| 6    | 2003年9月29日  | ISBN 978-4-592-13746-7 | 2004年7月21日  | EAN 471-0614-36540-5 |
| 7    | 2004年2月27日  | ISBN 978-4-592-13747-4 | 2004年8月7日   | EAN 471-0614-37014-0 |
| 8    | 2004年11月29日 | ISBN 978-4-592-13748-1 | 2005年4月12日  | EAN 471-0614-37505-3 |
| 9    | 2005年3月29日  | ISBN 978-4-592-13749-8 | 2005年9月22日  | EAN 471-0614-37858-0 |
| 10   | 2005年4月28日  | ISBN 978-4-592-13750-4 | 2005年12月15日 | EAN 471-0614-37961-7 |
| 11   | 2005年10月28日 | ISBN 978-4-592-14311-6 | 2006年2月11日  | EAN 471-7702-20075-4 |
| 12   | 2006年3月29日  | ISBN 978-4-592-14312-3 | 2006年11月2日  | EAN 471-7702-20725-8 |
| 13   | 2006年8月29日  | ISBN 978-4-592-14313-0 | 2007年7月4日   | EAN 471-7702-20798-2 |
| 14   | 2007年1月29日  | ISBN 978-4-592-14314-7 | 2007年11月29日 | EAN 471-7702-21619-9 |
| 15   | 2007年6月29日  | ISBN 978-4-592-14315-4 | 2008年1月2日   | EAN 471-7702-21680-9 |
| 16   | 2007年11月29日 | ISBN 978-4-592-14316-1 | 2008年3月28日  | EAN 471-7702-21796-7 |
| 17   | 2008年4月29日  | ISBN 978-4-592-14317-8 | 2009年12月18日 | EAN 471-7702-22032-5 |
| 18   | 2008年7月29日  | ISBN 978-4-592-14318-5 | 2010年10月30日 | EAN 471-7702-23650-0 |

## 日本電視劇
2005年4月2日到6月25日於東京電視台星期六 1:30-2:00 播放、全13話。類型為少見的寫實格鬥電視劇，石垣佑磨、徳山秀典為主要角色群的動作場面指導、原作者以自身經驗負責動作監修。

### 演員
- 神代ユウ - 石垣佑磨
- 伊沢マサキ - 徳山秀典
- 金田シンイチ - 青山草太
- 伊沢マイ - 水谷妃里
- 緑川ショウゴ - 鈴木信二
- 岩戸 - 植木紀世彦
- 八木 - 渡来敏之
- 土屋 - 梅宮哲
- 加藤 - 弓削智久
- タカ - 宮田大三
- 吉井- 三元雅芸
- 下山-榊英雄

### 製作人員
- 總監督 - 金子修介
- 監督 - 金子修介、山口晃二、村上秀晃、西山太郎、佐藤太
- 脚本 - 黒田洋介
- 音樂 - 蓜島邦明
- 主題曲 - 「自分のこころ」POSCOIZM
- 錄音 - 土屋和之（負責第1話到最終話全部的工作）

### 播放日程
1. 無少年
2. 優しい夜
3. 居場所
4. カリスマ
5. 空手
6. 不適格者
7. 悪意
8. 破壊者
9. 闇の中へ
10. 聖地
11. 傷痕
12. 謀略
13. 夜明け

### DVD
發售、販售商：萬代影視
| 卷    | 收錄集數  | 發售日期       | 產品編號  |
| ----- | --------- | -------------- | --------- |
| 第1卷 | 1 - 2話   | 2005年7月22日  | BCBJ-2179 |
| 第2卷 | 3 - 4話   | 2005年8月26日  | BCBJ-2180 |
| 第3卷 | 5 - 6話   | 2005年9月23日  | BCBJ-2181 |
| 第4卷 | 7 - 8話   | 2005年10月28日 | BCBJ-2182 |
| 第5卷 | 9 - 10話  | 2005年11月25日 | BCBJ-2273 |
| 第6卷 | 11 - 13話 | 2005年12月23日 | BCBJ-2274 |

## 韓國電視劇
於韓國專門播放電影的有線電視台Super Action製作，2012年4月28日到5月19日期間，每週六 23:00 播放全4回。音樂團體U-Kiss成員2名（東澔、HOON）為主演。

### 來源
1. ↑  . 愛奇藝.   [2019-12-29]. （原始内容存档于2020-01-01）.
2. ↑  . 豆瓣.   [2019-12-29]. （原始内容存档于2019-12-29）.

書籍資訊
以下是《白泉社官方網站》內的出版資訊。
1. ↑  .   [2019-12-29]. （原始内容存档于2019-12-29）.
2. ↑  .   [2019-12-29]. （原始内容存档于2019-12-29）.
3. ↑  .   [2019-12-29]. （原始内容存档于2019-12-29）.
4. ↑  .   [2019-12-29]. （原始内容存档于2019-12-29）.
5. ↑  .   [2019-12-29]. （原始内容存档于2019-12-29）.
6. ↑  .   [2019-12-29]. （原始内容存档于2019-12-29）.
7. ↑  .   [2019-12-29]. （原始内容存档于2019-12-29）.
8. ↑  .   [2019-12-29]. （原始内容存档于2019-12-29）.
9. ↑  .   [2019-12-29]. （原始内容存档于2020-10-01）.
10. ↑  .   [2019-12-29]. （原始内容存档于2020-10-01）.
11. ↑  .   [2019-12-29]. （原始内容存档于2020-10-01）.
12. ↑  .   [2019-12-29]. （原始内容存档于2020-10-01）.
13. ↑  .   [2019-12-29]. （原始内容存档于2020-10-01）.
14. ↑  .   [2019-12-29]. （原始内容存档于2020-10-01）.
15. ↑  .   [2019-12-29]. （原始内容存档于2020-10-01）.
16. ↑  .   [2019-12-29]. （原始内容存档于2020-10-01）.
17. ↑  .   [2019-12-29]. （原始内容存档于2020-10-01）.
18. ↑  .   [2019-12-29]. （原始内容存档于2020-10-01）.

## 外部連結
- 東京電視台，捍衛聖域－電視劇官方網站 （页面存档备份，存于）（日語）
- 捍衛聖域在動畫新聞網百科全書中的資料（英文）（英文）